# Gut Seeburg
Gut Seeburg war ein Jagd- und Forstgut Anfang des 20. Jahrhunderts im Ybbstal der Eisenwurzen, und ist als Schloss Seeburg heute Ortslage der Gemeinde Opponitz im Bezirk Amstetten.

## Lage und Baulichkeiten
Schloss Seeburg liegt auf (410 m ü. A.) halbwegs zwischen Opponitz und Hollenstein am linken Ufer der Ybbs, auf einer Schwemmterrasse am Fuß des Wetterkogels (1115 m ü. A.). Die Ybbstal Straße B 31 führt direkt vorbei.

### Nachbarorte
|          |                                             | Opponitz |
|          | Kompassrose, die auf Nachbargemeinden zeigt |          |
| Garnberg |                                             | Gstadt   |

Die Ortslage umfasst zwei Gebäude:
Schloss Seeburg (⊙) ist eine Villa, erbaut in den 1870er Jahren. Sie liegt in einem weiten Park. Es handelt sich um einen zweigeschoßigen Prachtbau in Fachwerk des Heimatstils der Belle Époque, in zwei Trakten mit Schopfwalmdach und Zwerchgiebeln. Der polygonale Treppenturm, am Eck rechts hinten angesetzt, ist mit einer Zwiebelhaube gedeckt. Vom Turm erstreckt sich ein Nebentrakt vom Haus weg, den Park entlang.
Gut Seeburg (⊙) ist ein mächtiger Gutshof derselben Zeit. Er stellt sich als zweigeschoßige langgestreckte Dreiflügelanlage dar, mit Satteldächern. Gegliedert wird die Fassade streng mit steinsichtigen Lisenen und gebogtem Band, und schmalen, hohen Fenstern. Das Bauwerk liegt parallel zur Straße, etwas abseits und weithin sichtbar. Das Gebäude wurde von Carl Adolf Romstorfer entworfen und 1892 ausgeführt.

## Geschichte
Ritter von Klein erwarb schon in den 1870 im Ybbstal einige kleine Bauerngüter, die nach dem Verfall der eisenwurzener Kleineisenindustrie abgewirtschaftet hatten, und errichtet sich die herrschaftliche Villa.
Wenig später kaufte Otto Schaup das Anwesen und weitere Bauerngüter und formte aus ihnen das Gut Seeburg,
mit 462 Hektar im Wert von 720.000 Kronen.
1913 erwarb Gustav Davis, Gründer der Kronen Zeitung, der schon seit der Jahrhundertwende am Gut Hohenlehen südlich anschließend ansässig war, auch dieses Gut.
1916, mitten im Ersten Weltkrieg, wurde das k.k. Staatsgestüt Radautz, in den Ostkarpaten (im heutigen Rumänien), das in die Front geraten war, hier einquartiert.
Nach Ende des Kriegs, der das Anwesen schwer in Mitleidenschaft gezogen hatte, verkauft Davis es an Leo Bachmayr-Heyda von Lowczicz, um 646.000 Kronen.
Heute sind Schloss wie Gut in Privatbesitz, ersteres wurde zeitweise als Fremdenpension geführt, letzteres ist ein Biobauernhof.